# Académie Ny Antsika
Académie Ny Antsika – madagaskarski klub piłkarski z siedzibą w Antsirabe, występujący w drugiej, a niegdyś w pierwszej lidze madagaskarskiej.

## Sukcesy
- I liga[1]:
  - mistrzostwo (1):  2008.

## Występy w afrykańskich pucharach
| Sezon | Rozgrywki       | Runda   | Kraj    | Klub                 | Dom | Wyjazd | Dwumecz |
| ----- | --------------- | ------- | ------- | -------------------- | --- | ------ | ------- |
| 2009  | Puchar Mistrzów | wstępna | Reunion | US Stade Tamponnaise | –   | 0–6    | 0–6     |

## Stadion
Domowe mecze klub rozgrywa na stadionie o nazwie Stade Vélodrome w Antsirabe, który może pomieścić 5000 widzów.